# فردریک ینسن
فردریک ینسن (انگلیسی: Fredrik Jensen؛ زادهٔ ۹ سپتامبر ۱۹۹۷) بازیکن فوتبال اهل فنلاند است.
از باشگاه‌هایی که در آن بازی کرده‌است می‌توان به باشگاه فوتبال توئنته اشاره کرد.
وی همچنین در تیم‌های ملی فوتبال زیر ۲۱ سال فنلاند و فنلاند بازی کرده‌است.